# Heslo
Heslo je obecný prostředek k ověření totožnosti (autentizaci) uživatele, kterým nemusí nutně být pouze člověk. Uživatel je pokládán za oprávněného, pokud prokáže znalost hesla. Bezpečnost autentifikace pomocí hesla závisí na síle hesla a jeho zabezpečení na straně uživatele, během ověřování i na straně systému, který heslo ověřuje. Na straně uživatele je proto potřeba volit vhodné heslo, uchovat jej v tajnosti a zabezpečit proti zjištění cizí osobou či jiným subjektem.

## Historie
Heslo se používalo v armádě pro rozlišení mezi vlastními a nepřátelskými bojovníky. Bylo to obvykle nějaké předem domluvené slovo. I dnes se používá ve strážní službě pro rozlišení osob ve tmě.

## Příklady užití
PIN (osobní identifikační číslo) je další možnost autentizace uživatele. Jedná se o posloupnost číslic. Obvykle si ji uživatel může vybrat volně. Používá se například při výběru peněz z bankomatu. PIN je obvykle čtyřciferný.
Hesla se nejčastěji používají při práci s počítačem. Uživatel je obvykle odlišen od ostatních uživatelů uživatelským jménem (login). Při přihlášení do systému společně s uživatelským jménem zadává i heslo. Uživatelské jméno je obvykle obecně známé, heslo k příslušnému uživatelskému jménu zná pouze uživatel sám. Příkladem je třeba Wikipedie. Tady je heslem libovolná posloupnost znaků, kterou si uživatel sám zvolí.
Hesla se používají i jinde. Například lze heslem chránit přístup dětí k různým televizním kanálům.

## Výběr vhodného hesla
Nebezpečné je používat taková hesla, která lze uhádnout s použitím hrubé síly – například použít všechna slova z připraveného slovníku. Heslo by mělo být dlouhé a mělo by se skládat z „náhodné“ skupiny znaků. Odborníci na kyber bezpečnost doporučují, aby délka hesla měla minimálně 12 znaků. Dnes si také již mnoho služeb vynucuje, aby uživatelé zadávali hesla delší než 8 znaků, kde bude minimálně jedno číslo a jeden speciální znak. Je dobré si tuto „náhodnou“ skupinu znaků nějakým mnemotechnickým způsobem označit. Například „12345ctJcts“ – „Jedna dvě tři čtyři pět, cos to Janku cos to sněd“.
Známé hlášky, obměny jednoduchých slov, data narození, jména přítelkyň, manželek, dětí, psů aj. jsou pro hesla zcela nevhodná. Pomocí slovníkového útoku, nebo informovaného útočníka, lze taková hesla snadno odhalit a prolomit. Velmi vhodné jsou také generátory hesel od autoritativních společností zabývajících bezpečností na internetu. Tyto generátory vytvoří heslo, které bude jen těžko prolomitelné a bude splňovat všechna výše nastíněná kritéria. Vyžadování silných hesel je však kontraproduktivní, protože uživatelé pak více využívají rizikové způsoby, jak se s takovým systémem vyrovnat.
V srpnu 2024 vydal NIST tato doporučení:
1. Hesla musí mít minimální délku 8 znaků a měla by mít alespoň 15 znaků.
2. Maximální délka hesla by neměla být omezena na méně než 64 znaků.
3. Akceptované by měly být znaky ASCII (RFC 20) a Unicode (ISO/ISC10646). Přitom každý Unicode znak musí být počítán jako jeden, nehledě na kódování.
4. Nesmí být uplatňováno omezení na použité znaky, například povinný znak nějaké skupiny.
5. Nesmí být povinnost hesla periodicky měnit, při kompromitaci naopak je povinnost heslo změnit.
6. Nesmí být ukládána nápověda k heslu (hint), která jsou dostupná nepřihlášenému uživateli.
7. Nesmí být používáno odpovědí na zvolené otázky, například jméno domácího mazlíčka.
8. Hesla mají být používána celá, tedy nezkracovat je při zpracování.

## Zabezpečení hesla
Na straně uživatele je potřeba bezpečně uchovávat heslo. Typicky nevhodný případ je uložení PIN kódu společně s platební kartou. Rizikové je také používání stejného hesla k různým účelům. Heslo uniklé z kteréhokoli špatně zabezpečeného systému pak může útočník využít k přístupu do systémů ostatních. Využití různých hesel zpravidla vyžaduje jejich uložení, které umožňují specializované programy. Uložení všech hesel na jednom místě (počítači, mobilním telefonu) však představuje samo o sobě bezpečnostní riziko.
Další slabé místo je únik hesla při jeho zadávání. K tomu může dojít různým způsobem, např. odpozorováním cizí osobou nebo nasnímáním kamerou nelegálně umístěnou na bankomatu. Další možnosti odposlechu hesla umožňují počítačové systémy, např. nešifrovaný přenos hesla nebo neaktualizovaný či nezabezpečený počítač napadený škodlivým softwarem. Webový prohlížeč prakticky nechrání hesla uživatele. Přestože se k uložení hesla používá šifrování či hašovací funkce, chyba v programu může snadno heslo odkrýt. Vždy existuje možnost, že systém obsahuje úmyslná či neúmyslná zadní vrátka. Jde tedy i o důvěryhodnost systému.
Hesla také mohou uniknout ze špatně zabezpečeného ověřovacího systému, např. serveru, jak se to stalo v případě bezpečnostní chyby Heartbleed.
Starší lidé často sdílejí hesla s důvěryhodnými osobami, což je také nebezpečné.